# 拉条子

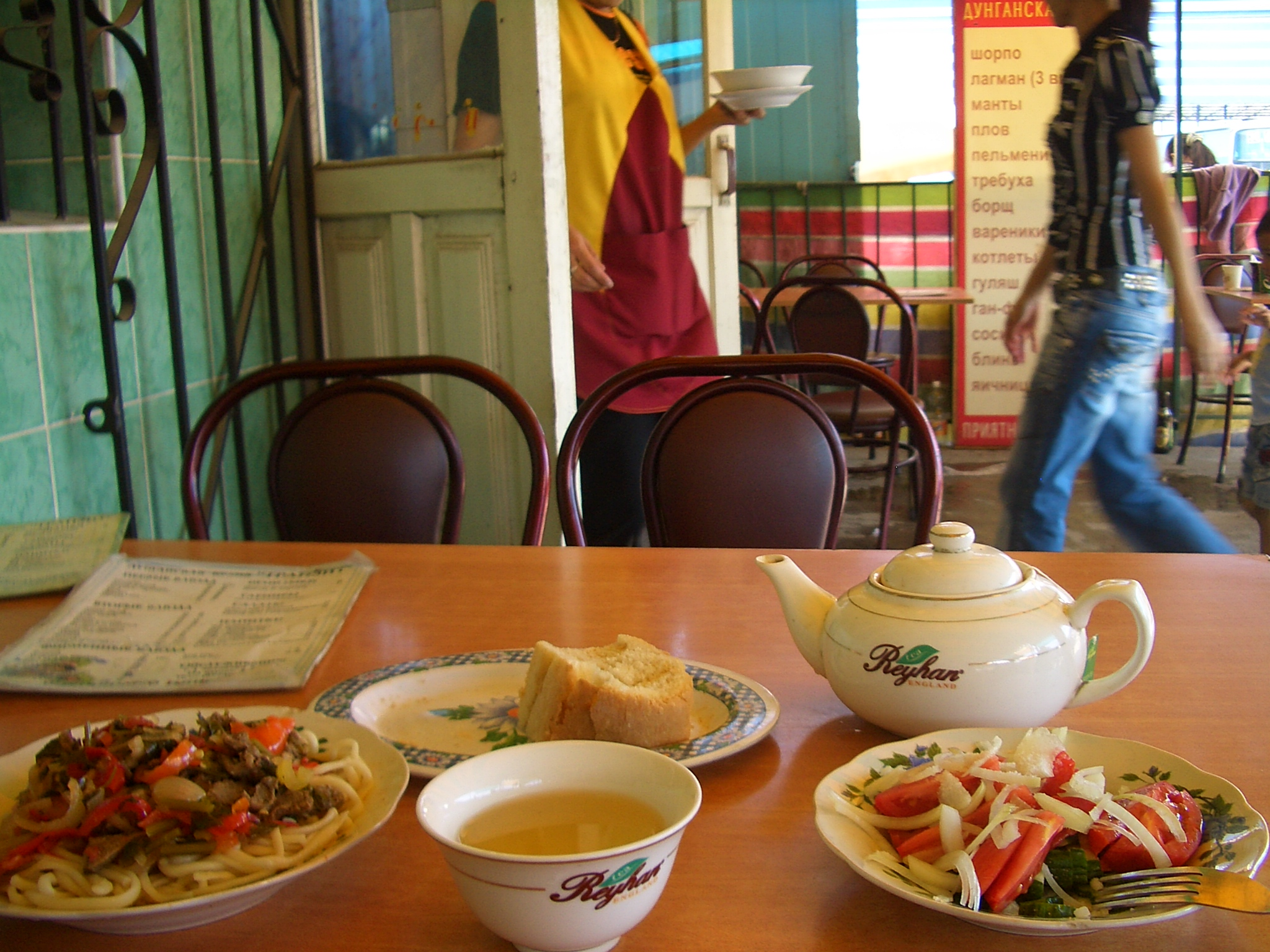
吉尔吉斯斯坦比什凯克一家东干餐厅内景，左侧近处为中亚式拉面

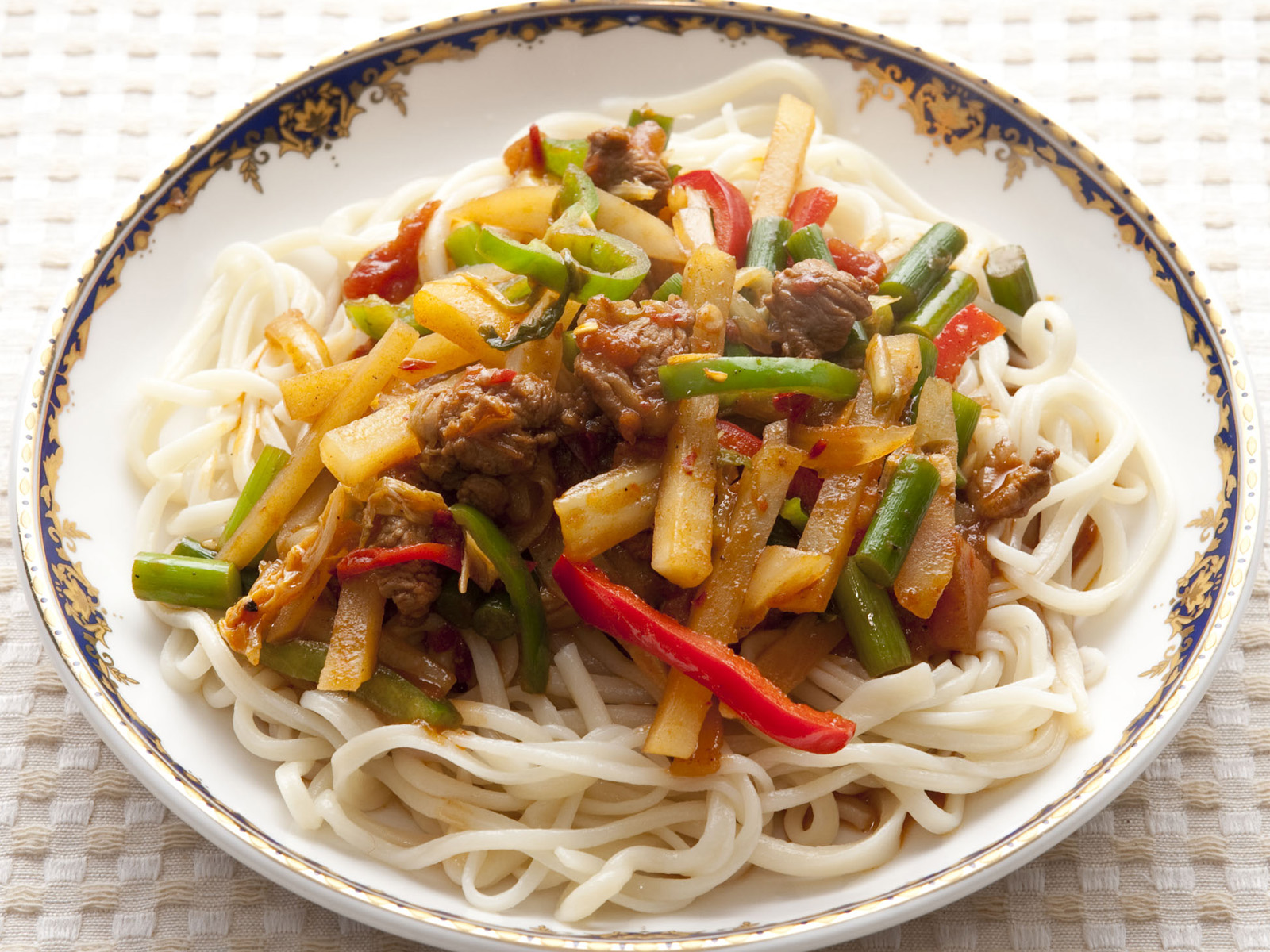
东京一家维吾尔饭店中的拉条子

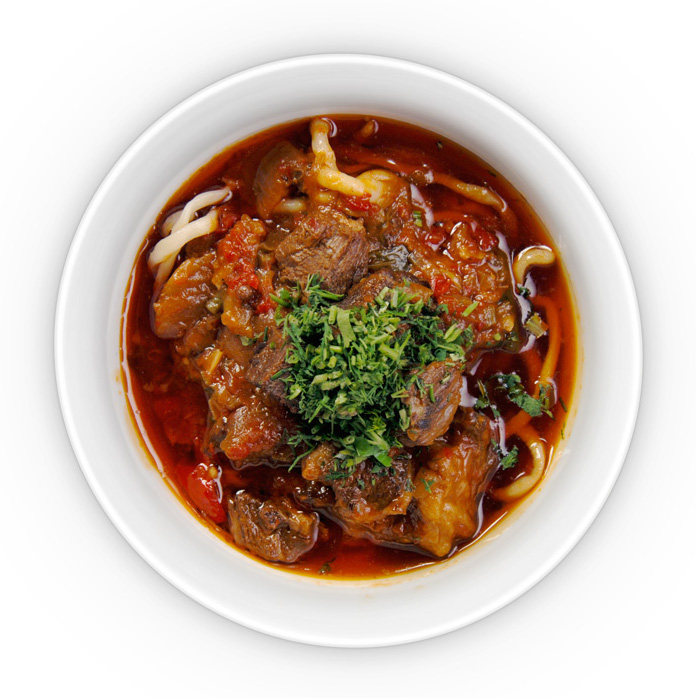
塔什干的乌兹别克式拉条子

拉条子，又称拉条兒、拌麵，在中亚地区则称为拉麵（維吾爾語：لەڭمەن‎，音译为拉格曼），源自汉语“拉面”，是甘肅、新疆等中国西北地区以及中亚地区的主食之一。通常选用精白麵加水和製，面团要软硬适度，太软、太硬都不行，面团要多揉，揉出筋道，然后切成细条拉开入沸水煮熟即可食用。多为清真食品。
拌麵的菜可根据个人的喜好选择。新疆人最喜欢吃的拌麵菜是“過油肉拌麵”：选用羊肉揉入淀粉过油，加青椒、番茄、洋葱、蒜炒熟佐麵。也可直接与面条炒为一盘。菜品红、绿、白相间，香辣可口。

## 炒拉条子
兰州等地流行着炒拉条子的做法。

## 油泼棍棍
油拨棍棍麵，也叫陕西拉条子，是关中地区特色名吃。